# Loja de 100 ienes

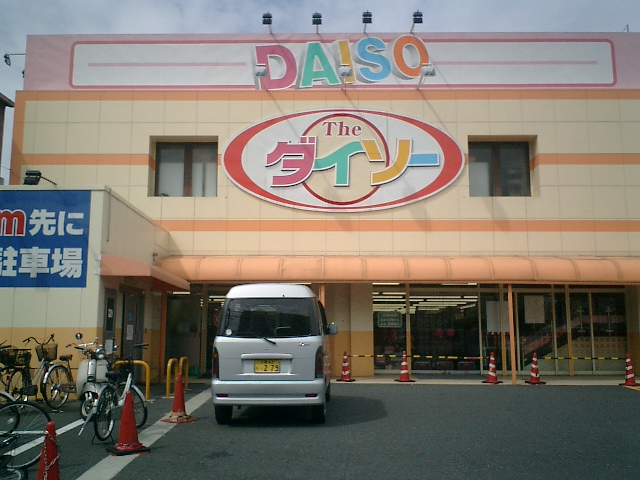
Daiso na Estação Hanaten, Osaka

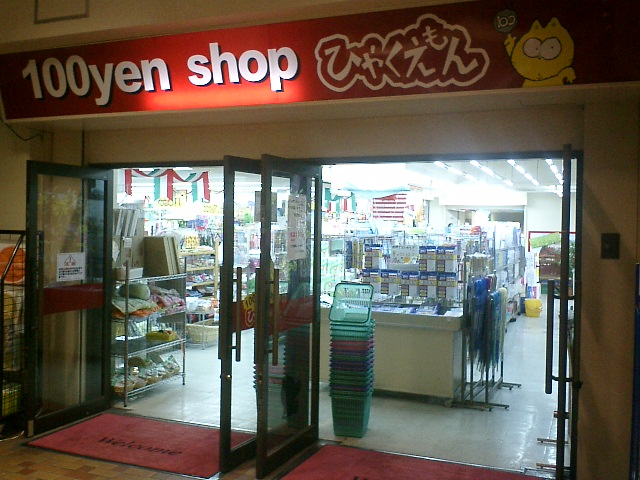
100-Emon em Osaka

As lojas de 100 ienes (100円ショップ, hyaku-en shoppu) são lojas japonesas comuns na linha das lojas de dólares americanos. Estocando uma variedade de itens, de roupas a artigos de papelaria, utensílios domésticos a alimentos, cada item custa exatamente cem ienes. Esse preço é considerado atraente para os consumidores japoneses porque pode ser pago com uma única moeda de 100 ienes. No entanto, o atual imposto sobre vendas japonês de 8% (alimentos e bebidas) ou 10% (outros itens) também é adicionado, fazendo com que uma compra de 100 ienes realmente custe 108 ou 110 ienes. Itens maiores, como móveis e ferramentas, também podem custar mais, mas ainda são relativamente acessíveis, geralmente custando menos de 1.000 ienes.
As quatro principais cadeias são Daiso, Seria, Watts e Can Do, que combinadas têm mais de cinco mil e quinhentas locais em todo o Japão em 2012. Uma variação das lojas de 100 ienes são lojas de 99 ienes. A Daiei também opera lojas de 88 ienes. Algumas lojas, como a Lawson 100, são especializadas em certos itens, como mantimentos ou produtos naturais, mas isso é menos comum do que o modelo de loja de variedades.

## História

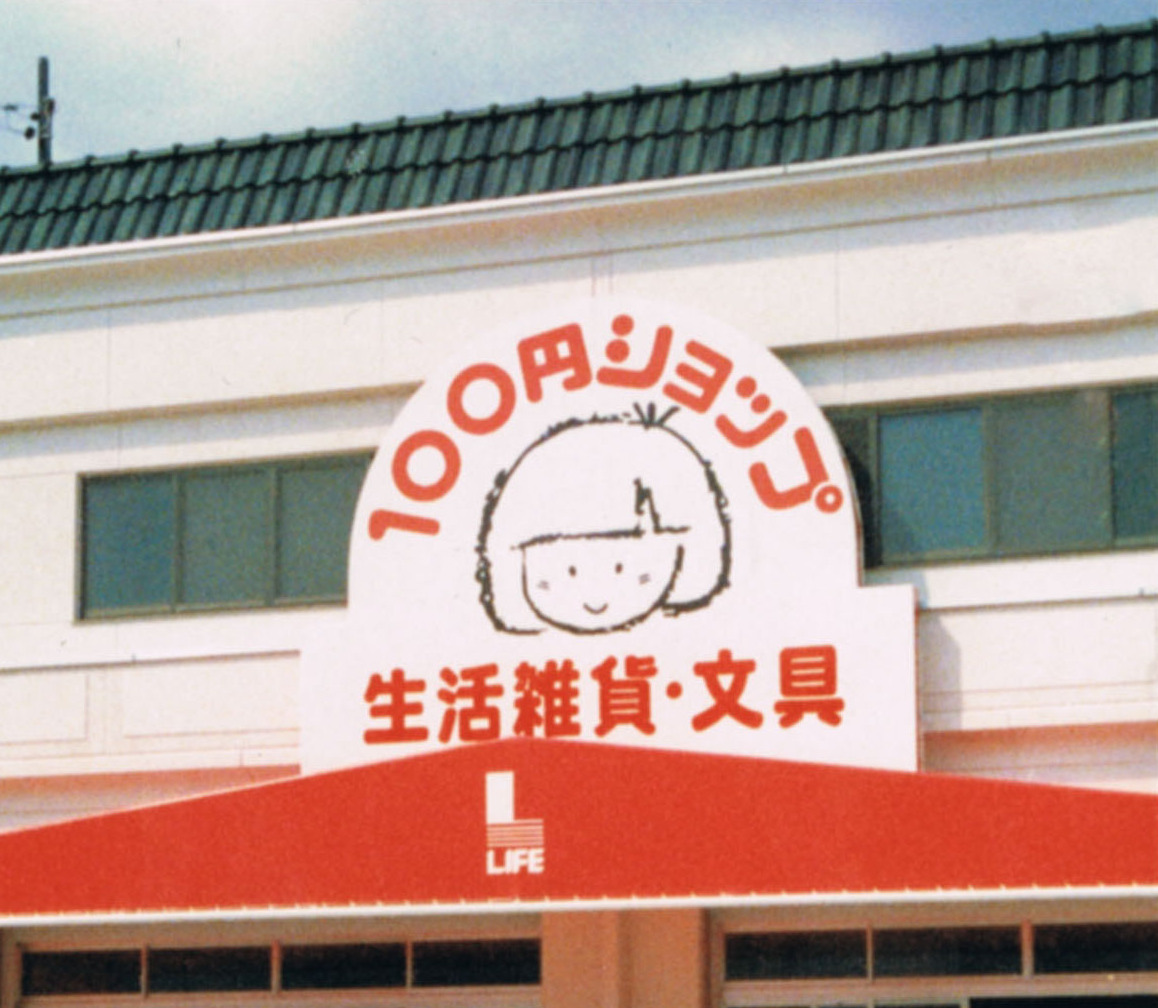
A primeira loja de 100 ienes do Japão

O conceito de lojas que vendem produtos a um preço uniformemente baixo remonta ao período Edo, quando as lojas que vendiam itens por 19 meses e depois 38 meses eram populares. No período Meiji, isso se expandiu para lojas de roupas e barracas de comida, e as lojas que vendiam apenas itens de 1 iene não eram incomuns A primeira loja de 100 ienes em sua forma moderna foi aberta em 1985 em Kasugai, prefeitura de Aichi por Akira Matsubayashi, fundador da empresa Life Standard. Foi chamado de '100-yen Shop' (100円ショップ). Este modelo acabou sendo adotado por Hirotake Yano, o fundador da Daiso Industries Co. Ltd., que abriu a primeira loja Daiso em 1991. Hoje, existem mais de 2.800 lojas Daiso em todo o Japão, com vinte a trinta novas lojas sendo abertas todos os meses. Uma das maiores lojas de 100 ienes é a Daiso, no bairro de Harajuku, em Tóquio. Ele se estende por quatro andares e mais de 980 metros quadrados.
Lojas semelhantes também foram abertas em outras partes da Ásia, algumas operadas por empresas japonesas como a Daiso, que agora possui filiais em 25 países fora do Japão.
As lojas de 100 ienes conseguem manter os preços baixos comprando mercadorias internacionalmente e a granel. Estes bens provêm de países com custos de produção mais baixos, nomeadamente China e Tailândia.